# Siward (évêque de Rochester)
Pour les articles homonymes, voir Siward.
Siward ou Siweard est un prélat anglo-saxon mort entre 1072 et 1074. Il est évêque de Rochester de 1058 à sa mort.

## Biographie
Avant son élection au siège de Rochester, Siward est abbé du monastère de Chertsey, dans le Surrey. Il est sacré évêque en 1058 par l'archevêque de Cantorbéry Stigand et le reste jusqu'à sa mort, survenue à une date inconnue entre 1072 et 1074, quelques années après la conquête normande de l'Angleterre. Son successeur, Ernost du Bec, est le premier évêque normand de Rochester.